# Квіткоїд борнейський
Квіткоїд борнейський (Dicaeum monticolum) — вид горобцеподібних птахів родини квіткоїдових (Dicaeidae).

## Поширення
Ендемік Калімантану. Природним місцем проживання є субтропічні та тропічні низинні та гірські дощові ліси, а також чагарники.